# Marham
Marham – wieś w Anglii, w hrabstwie Norfolk, w dystrykcie King’s Lynn and West Norfolk. Leży 53 km na zachód od Norwich i 136 km na północ od Londynu.
Miejscowość liczy 2951 mieszkańców.